# Junta Militar de Colombia
La Junta Militar de Gobierno de 1957 fue el órgano militar que rigió a Colombia entre el 10 de mayo de 1957 y el 7 de agosto de 1958. Asumió el poder después de la renuncia del general Gustavo Rojas Pinilla a la presidencia. Estaba compuesta por cinco miembros, todos oficiales generales de las Fuerzas Militares de Colombia. 
Su gobierno permitió a los partidos liberal y conservador poner en práctica el pacto del Frente Nacional, mediante el cual se alternaron la presidencia hasta 1974. También fue la encargada de la transición del gobierno militar al sistema de democracia. Se trata del único gobierno militar plural de la historia de Colombia.

## Llegada al poder
La impopularidad del presidente de facto Gustavo Rojas Pinilla, acrecentada por el anuncio del cuerpo de Generales de sostenerlo en el poder por 20 años, provocó fuertes presiones del sector civil colombiano, como un paro nacional de 10 días de la industria, el comercio y la banca. Rojas exploró alternativas de salida a la crisis con los partidos políticos y gremios,   logrando como único acuerdo viable su renuncia, firmada y hecha pública el 10 de mayo de 1957.
Como parte del acuerdo, Rojas le entregó el poder a la Junta Militar que él mismo conformó, y en la que no necesariamente incluyó a los oficiales más antiguos de las Fuerzas Armadas.

## Miembros de la Junta Militar
| Cargo      | Nombre | Nombre                                          | Imagen | Cargo anterior                   |
| ---------- | ------ | ----------------------------------------------- | ------ | -------------------------------- |
| Presidente | 1      | Mayor General Gabriel París Gordillo            |        | Ministro de Guerra               |
| Miembros   | 2      | Mayor General Deogracias Fonseca Espinosa       |        | Director de la Policía Nacional  |
| Miembros   | 3      | Contralmirante Rubén Piedrahíta Arango          |        | Ministro de Obras Públicas       |
| Miembros   | 4      | Brigadier General Rafael Navas Pardo            |        | Comandante del Ejército Nacional |
| Miembros   | 5      | Brigadier General Luis Ernesto Ordóñez Castillo |        | Director del SIC                 |

Cabe destacar que todos los miembros de la junta, a pesar de ser militares (que en Colombia equivale a apolíticos) eran de ideología conservadora.
Como presidente de la Junta fue nombrado el general Gabriel París por ser el oficial de mayor antigüedad en el Ejército Nacional y al haber estado encargado en una oportunidad de la presidencia del país. Cada integrante se hizo cargo de los asuntos correspondientes a determinados ministerios, y nombraron a un secretario general, cargo ocupado por el brigadier general del Ejército Nacional Juan Bautista Córdoba Álvarez.[cita requerida]

## Gabinete ministerial
| Ministerio                | Nombre                          | Inicio                  | Final                   |
| ------------------------- | ------------------------------- | ----------------------- | ----------------------- |
| Gobierno                  | José María Villarreal Sandoval  | 11 de mayo de 1957      | 8 de enero de 1958      |
| Gobierno                  | BG Pioquinto Rengifo            | 8 de enero de 1958      | 7 de agosto de 1958     |
| Relaciones Exteriores     | Carlos Sanz de Santamaría Gómez | 11 de mayo de 1957      | 7 de agosto de 1958     |
| Justicia                  | MG Alfredo Duarte Blum          | 11 de mayo de 1957      | 8 de enero de 1958      |
| Justicia                  | José María Villarreal Sandoval  | 8 de enero de 1958      | 12 de mayo de 1958      |
| Justicia                  | Rodrigo Noguera Laborde         | 13 de mayo de 1958      | 7 de agosto de 1958     |
| Hacienda                  | Antonio Álvarez Restrepo        | 11 de mayo de 1957      | 18 de diciembre de 1957 |
| Hacienda                  | Jesús María Marulanda Botero    | 19 de diciembre de 1957 | 7 de agosto de 1958     |
| Guerra                    | BG Alfonso Saiz Montoya         | 15 de mayo de 1957      | 25 de junio de 1957     |
| Guerra                    | BG Alfredo Duarte Blum          | 26 de junio de 1957     | 7 de agosto de 1958     |
| Agricultura               | Jorge Mejía Salazar             | 15 de mayo de 1957      | 7 de agosto de 1958     |
| Trabajo                   | Raimundo Emiliani Román         | 11 de mayo de 1957      | 7 de agosto de 1958     |
| Salud Pública             | Juan Pablo Llinás Olarte        | 11 de mayo de 1957      | 7 de agosto de 1958     |
| Fomento                   | Joaquín Vallejo Arbeláez        | 14 de mayo de 1957      | 10 de diciembre de 1957 |
| Fomento                   | Harold Eder Caicedo             | 11 de diciembre de 1957 | 7 de agosto de 1958     |
| Minas y Petróleos         | Julio César Turbay Ayala        | 11 de mayo de 1957      | 7 de agosto de 1958     |
| Educación                 | Próspero Carbonell McCausland   | 11 de mayo de 1957      | 13 de diciembre de 1957 |
| Educación                 | Alfonso Carvajal Peralta        | 14 de diciembre de 1957 | 7 de agosto de 1958     |
| Comunicaciones            | MG Pedro Alfonso Muñoz Palacino | 11 de mayo de 1957      | 8 de mayo de 1958       |
| Comunicaciones            | BG Alfonso Ahumada Ruíz         | 9 de mayo de 1958       | 7 de agosto de 1958     |
| Obras Públicas            | Tulio Ospina Pérez              | 14 de mayo de 1957      | 10 de diciembre de 1957 |
| Obras Públicas            | Roberto Salazar Gómez           | 11 de diciembre de 1957 | 7 de agosto de 1958     |
| Alcalde Mayor Bogotá D.E. | Andrés Rodríguez Gómez          | 10 de mayo de 1957      | 31 de mayo de 1957      |
| Alcalde Mayor Bogotá D.E. | Fernando Mazuera Villegas       | 1 de junio de 1957      | 7 de agosto de 1958     |

### Comisión Paritaria de Reajuste Institucional
Mediante el decreto 1198 de 1957, la Junta Militar creó la Comisión Paritaria de Reajuste Institucional, posiblemente, la primera vez que todos los exjefes de Estado vivos se reunían en torno a un mismo objetivo, con el fin de reformar la constitución y restablecer el orden en el país, aún agitado por la renuncia de Rojas.  La comisión se instaló en el Capitolio Nacional el 11 de junio de 1957 y estuvo conformada por Alfonso López Pumarejo, Eduardo Santos, Darío Echandía Alberto Lleras Camargo, Mariano Ospina Pérez, Laureano Gómez, Roberto Urdaneta , todos ellos expresidentes del país, en su respectivo orden.
Además participaron los políticos de ambos partidos Carlos Lleras Restrepo, Gilberto Alzate, Guillermo León Valencia, Luis López de Mesa, Germán Zea Hernández, Eduardo Zuleta Ángel, Alfonso López Michelsen y Belisario Betancur
A pesar de la obvia composición ideológica de la comisión, se lograron consensos importantes para restaurar la tranquilidad del país.

## Plebiscito de 1957
El Acuerdo de Benidorm suscrito en el exilio el 24 de julio de 1956, entre el liberal Alberto Lleras Camargo y el conservador Laureano Gómez, planteaba la alternancia en la presidencia durante los siguientes doce años (luego se amplió a 16) y el reparto igualitario de cargos y prebendas de la administración pública. A pesar de su apoyo inicial, Gómez se mostró incómodo con el plebiscito e intentó aplazarlo sin éxito.  
Para ratificar el pacto, se llevó a cabo una reforma constitucional con 14 artículos, que pasó a llamarse plebiscito. La junta militar convocó al 1 de diciembre de 1957 la celebración de ese plebiscito, en el que por primera vez las mujeres ejercieron su derecho al voto, adquirido tres años antes bajo el régimen de Rojas Pinilla. Los analistas indican que la medida del voto femenino, solamente buscaba catalizar el nuevo caudal electoral en favor de la causa frentenacionalista. Fue así mismo, la primera vez que se hacía uso de ésta figura en Colombia.
Otro importante hecho fue que en el plebiscito se legitimó el mandato de la Junta, que gracias a los resultados aseguró su permanencia en el poder hasta el 7 de agosto de 1958, día en el que le cederían el poder al presidente electo.[cita requerida]

## Transición civil
La normalización administrativa prosiguió su curso con las elecciones legislativas del 16 de marzo de 1958, luego de diez años de cierre del Congreso. Estas elecciones fueron paralelas con las elecciones de las Asambleas Departamentales y los Concejos Municipales. 
Así mismo, el 4 de mayo de 1958, se realizaron las elecciones presidenciales de 1958, en la que resultó ganador el liberal Alberto Lleras Camargo, quien asumió la presidencia el 7 de agosto de ese año.
Lleras Camargo fue designado por consenso entre los liberales, ya que los conservadores no se pusieron de acuerdo en torno a un candidato, y por eso, a pesar de que de antemano se había acordado que el primer período de la alianza bipartidista sería para un liberal, los disidentes conservadores lanzaron la candidatura de Jorge Leyva Urdaneta.[cita requerida]

## Controversias
Al parecer la ideología conservadora de los miembros de la Junta Militar y el apoyo que el sector Ospinista del partido le dio a los militares para tomar el poder en 1953, derivó en la omisión de investigar los crímenes cometidos durante los primeros años de la época de La Violencia, según informa Marcos Palacios en su obra Entre la Legitimidad de la Violencia. Según ésta teoría, importaba más la unidad partidista que la justicia y, con ello, se justificó el estado de sitio como resultado de los estragos causados por la Violencia.
En complicidad con los conservadores, la Junta convocó una Comisión Nacional de Instrucción Criminal, que buscaba juzgar por corrupción a servidores públicos anteriores a la junta, pero terminó siendo el arma de los conservadores para castigar a Rojas Pinilla, ya que no se abrió investigaciones contra ninguna otra persona.
En razón a los mismos sucesos, la Junta tomó la determinación de purgar las Fuerzas Militares, castigando con severidad a todos los militares que estuvieron en su momento con Rojas, siendo irónico ya que la junta había sido nombrada por el mismo Rojas.[cita requerida]